# Josef Rauch (Politiker, 1898)
Josef Rauch (* 23. Oktober 1898 in Dünserberg; † 15. August 1972 in Satteins) war ein österreichischer Politiker (CS, ÖVP) und Landwirt. Rauch war von 1932 bis 1938 und von 1945 bis 1964 Abgeordneter zum Vorarlberger Landtag.

## Leben und Wirken
Josef Rauch wurde am 23. Oktober 1898 als Sohn des Landwirts Johann Magnus Rauch und dessen Ehefrau Anna Maria in der Vorarlberger Walgau-Gemeinde Dünserberg geboren. Zunächst besuchte er in Dünserberg die dortige einklassig geführte Volksschule, ehe er als Landwirt in den väterlichen Betrieb eintrat. Von 1916 bis 1918 leistete er Kriegsdienst im Ersten Weltkrieg, die Jahre von 1921 bis 1923 verbrachte er an der landwirtschaftlichen Fachschule Mehrerau. Am 4. November 1924 heiratete er in Dünserberg Karoline Biehler, mit der er in weiterer Folge acht gemeinsame Kinder bekam. 1925 übernahm er als Bauer den Christhof in seiner späteren Heimatgemeinde Satteins.
Am 22. November 1932 wurde Rauch erstmals für die Christlichsoziale Partei als Abgeordneter des Wahlbezirks Feldkirch in den Vorarlberger Landtag gewählt. Ab dem 14. November 1934 gehörte er diesem mit Ernennung durch den Landeshauptmann als Standesvertreter des Berufsstands Land- und Forstwirtschaft an. Von 1935 bis 1938 war er zudem auch Mitglied der Gemeindevertretung von Satteins. Mit dem Anschluss Österreichs an Deutschland im Jahr 1938 stellte Josef Rauch seine politische Tätigkeit vorerst ein.
Nach der Befreiung Österreichs durch die Alliierten im Jahr 1945 wurde Rauch bei der Landtagswahl am 25. November 1945 für die neu gegründete ÖVP Vorarlberg wiederum als Landtagsabgeordneter und Gemeindevertreter gewählt. 1946 wurde er Obmann des Bauernbunds in Vorarlberg, vier Jahre später, im Jahr 1950 Bürgermeister in Satteins. Landtagsabgeordneter blieb Josef Rauch bis zur Landtagswahl in Vorarlberg 1964, Bürgermeister und Gemeindevertreter in Satteins bis 1965. Im selben Jahr wurde ihm auch der Berufstitel Ökonomierat verliehen.